# George Harrison
George Harrison (Liverpool, 1943. február 25. – Los Angeles, 2001. november 29.) Oscar- és többszörös Grammy-díjas világhírű brit zeneszerző, zenész, énekes, producer. Elsősorban úgy ismert, mint a mai zenetörténet egyik legnépszerűbb és legnagyobb hatású zenekarának, a The Beatles-nek a szólógitárosa, „a Csendes Beatle”. Komoly és jelentős szerepet játszott emellett abban is, hogy a mai nyugati társadalomnak a meditáció és a keleti kultúra iránti érdeklődése felébredt.
A The Beatles pályája során John Lennon és Paul McCartney voltak a főbb dalszerzők; Harrison nevéhez jóval kevesebb Beatles-dal fűződik, amelyek közül rendszeresen kettő-kettő került fel az albumokra. Ezek közül a leghíresebbek: "If I Needed Someone" (1965), "Taxman" (1966), "Within You Without You" (1967), "While My Guitar Gently Weeps" (1968), "Here Comes the Sun" és a "Something" (mindkettő 1969), "I Me Mine" (1970).
Harrison még a Beatles tagjaként kezdett érdeklődni az indiai zene és a hinduizmus iránt; ekkortájt a nyugati társadalom is komoly érdeklődést tanúsított a keleti vallások, filozófiák és zene iránt. Később ez az érdeklődés és a meditáció Harrison magánéletének és zenéjének szerves részévé vált.
Bár a Beatles utolsó éveiben már dolgozott a saját nagylemezén, az együttes 1970-es feloszlása után kezdett szólókarrierbe, maga mellé gyűjtve a korszak legismertebb brit zenészeit, s váltakozó, sokszor hatalmas sikert elérő hanglemezeket adott ki. Legismertebb dalai: "My Sweet Lord" (1970), "Give Me Love (Give Me Peace on Earth)" (1973), "All Those Years Ago" (1981). Harrison szervezte az első nagyobb jótékonysági koncertet The Concert for Bangladesh címmel, amit 1971. augusztus 1-jén tartottak a New York-i Madison Square Gardenben. 2004-ben Harrisont a Rock and Roll Hall of Fame tagjává avatták.
Harrison filmproducerként is tevékenykedett, 1979-ben megalapította Handmade Films nevű vállalatát. A társaság irányításával elkészült filmek közé tartozik a Brian élete, az Időbanditák, a Withnail és én (Mi ketten címen is ismert) és a Mona Lisa. Harrison feltűnt Eric Idle Beatles-paródiájában, az All You Need is Cash-ben, ismertebb címén a „The Rutles”-ben.

## Gyermekkora
George Harrison az angliai Liverpoolban született. A pontos időpont nem biztos: az anyakönyvi kivonat 1943. február 24-ére, tíz perccel éjfél előttre teszi születését, bár ő február 25-én ünnepelte születésnapját. Második névként gyakran használta a Haroldot, pedig csak egy keresztneve volt. Harrison apját hívták Haroldnak.
Gyermekkorában az Arnold Grove 12 szám alatti házban lakott. Általános iskolába a Penny Lane közelébe járt, a Dovedale Infantsba. Később a Liverpool Institute for Boys (ma már Liverpool Institute for Performing Arts) nevű iskolába járt, szegény diákként, és diáktársai úgy emlékeztek rá, mint aki csendesen, egyedül ült a sarokban. Az 1950-es évek közepén ismerte meg Paul McCartneyt, aki ugyanebbe az iskolába járt, és aki 1958 februárjában beajánlotta az akkor Quarrymen nevű együttesbe. Az együttes később a basszusgitáros Stuart Sutcliffe javaslatára nevet váltott, és The Beatles-ként vált világhírűvé.
George 1959-ben rövid ideig a Blacklers Stores-ban dolgozott mint villanyszerelő tanonc, s a munka hasznára vált, mert a Beatlesből ő értett legjobban az erősítőkhöz és más berendezésekhez. Később saját stúdiót rendezett be Kinfaunsban, esheri házában. Itt ő és a Beatles is készített demo-felvételeket.

## Szerepe a Beatlesben

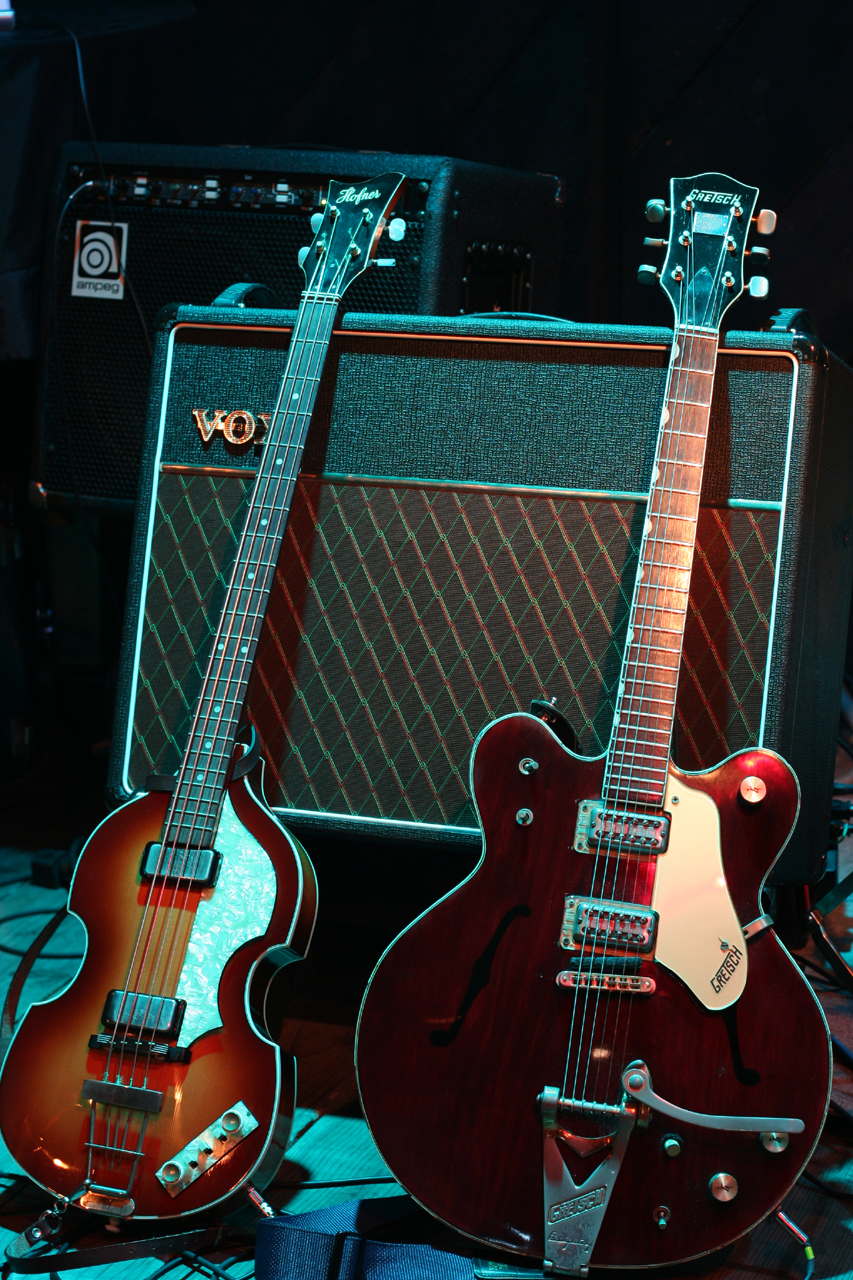
Jobboldalt Harrison egyik gitárjának másolata

Harrison, a könnyed játékú, találékony, elkötelezett ritmus- és szólógitáros zenéjét olyan előadók befolyásolták, mint Chuck Berry, Carl Perkins és Chet Atkins. George rendkívül kreatív gitáros volt. Paul elmondása szerint, amikor a stúdióban megmutatták a dalok alapjait a csapatnak, George szinte reflexből olyan riffeket és szólamokat adott hozzá a dalokhoz, amelyek megadták nekik az összetéveszthetetlen Beatles-hangzást, és amelyek később nagyban hozzájárultak a dalok felejthetetlen dallamvilágához. A Beatles legtöbb híres gitárszólójával Paul McCartney és John Lennon meglepetésére George úgy tette színesebbé a szerzeményeiket, hogy azokba valódi értékeket lehelt. Paul saját elmondása szerint ő és Lennon alapszinten játszott a hangszeren, majd jött ez a tizenhét éves fiú, és kapásból, profi módon játszotta a kor legmenőbb rock and roll slágereit.
Harrison volt az első „Beatle”, aki az Amerikai Egyesült Államokban járt: 1963 szeptemberében meglátogatta Louise nevű nővérét, aki Illinoisban élt. A The Beatles első fellépése az Ed Sullivan Showban öt hónappal ezután következett. Látogatása alatt gyakran ment el egy lemezboltba, ahol a The Beatlesről érdeklődött. A tulajdonos még életében nem hallott a zenekarról. Amikor visszatért Angliába, azt mondta zenésztársainak, hogy elég nehéz dolguk lesz, ha meg akarják hódítani Amerikát.
A „Beatlemánia” idején gyakran mint a „Csendes Beatle” hivatkoztak rá, visszahúzódó természete miatt, és azért, mert a sajtótájékoztatókon szinte egy szót sem szólt. Inkább a különböző helyzeteket és az embereket vizsgálta. A Beatles tagjai közül leginkább őt érdekelték a zenekar pénzügyei, Brian Epsteinnel gyakran beszélt erről. Zenésztársaihoz hasonlóan neki is vannak nevezetes aranyköpései; amikor egy újságíró megkérdezte, hogy mit csinálnak két fellépés között a hotelszobáikban, Harrison azt felelte: „Korcsolyázunk”. Amikor arról kérdezték, mi annak a furcsa frizurának a neve, amit viselnek, röviden így válaszolt: „Arthur”.
Első dalát, a „Don't Bother Me”-t 1963-ban írta, amikor beteg volt; saját szavai szerint azért, hogy lássa, hogy tud dalt írni. A dal a Beatles második, With the Beatles című albumán jelent meg 1963. november 22-én. 1964-ben az A Hard Day's Night című filmben is elhangzott. Legközelebb csak 1965-ben vettek fel dalokat Harrisontól: a Help! című albumon jelent meg az „I Need You” és a „You Like Me Too Much”.
Harrison saját dalait mindig maga énekelte, de ezeken kívül a következőket is: a Please Please Me című albumról a „Chains” és a „Do You Want to Know a Secret?”, a With the Beatles-ről a „Roll Over Beethoven” és a „Devil in Her Heart”, az A Hard Day’s Night-ról az „I'm Happy Just to Dance With You” és a Beatles for Sale-ről az „Everybody's Trying to Be My Baby” című dalokat.
Karrierjében fordulópontot jelentett az 1965-ös amerikai turné, mely során egy barátja, David Crosby, a Byrds egyik gitárosa és énekese bevezette az indiai klasszikus zenébe, és bemutatta Ravi Shankar szitárművésznek. Harrisont elbűvölte a hangszer és belemerült az indiai zenébe; Harrisonnak elévülhetetlen érdeme, hogy a nyugati társadalom megismerte a szitárt és India zenéjét.
A Beatles távol-keleti turnéján vett magának egy szitárt, és ő lett az első a nyugati könnyűzene történetében, aki használta ezt a hangszert, mégpedig a "Norwegian Wood (This Bird Has Flown)" című dalban, a Rubber Soul című albumon. Síkra szállt Shankar érdekében, és nagyrészt neki köszönhető, hogy a szitárművész fellépett az 1967 júniusában rendezett Monterey Nemzetközi Popfesztiválon. Shankar nem volt elragadtatva Harrison első indiai hatást mutató dalaitól, de életre szóló barátságot kötött vele. Ezután Harrison szitárleckéket vett Shankartól Indiában.
Harrison és John Lennon volt az első a Beatlesben, aki kipróbálta az LSD-t, 1965-ben, tudtuk nélkül, fogorvosuk londoni fogadásán. Harrison hamarosan rendszeresen fogyasztotta és lelkesen propagálta, bár később megtagadta használatát.
A magánéleti fordulópont a Help! című film forgatásán következett be: a Bahamákon egy hindu hívő mind a négy Beatle-nek adott egy könyvet, ami a reinkarnációról szólt. Harrison egyre inkább érdeklődött az indiai kultúra iránt, eközben pedig a hinduizmussal ismerkedett. 1966-ban, a Beatles utolsó (amerikai) turnéja és a Sgt. Pepper's Lonely Hearts Club Band felvételének kezdete között feleségével, Pattie Boyddal Indiába utazott. Itt behatóbban tanulmányozta a szitárt, több guruval találkozott és több szent helyet is felkeresett.
Furcsa módon épp feleségén keresztül ismerte meg (már Angliában) Maharishi Mahesh Yogit 1967-ben, aki a Beatles tagjait és feleségeiket bevezette a transzcendentális meditációba. 1968 februárjában mindannyian az indiai Rishikeshbe repültek, hogy a jógi segítségével meditáljanak. Ringo és Paul korábban hazatértek, de George és John áprilisig maradtak. Egy szóbeszéd terjedt, ami szerint a jógi a Beatles kíséretének nőtagjait zaklatta. Amikor John erről beszélt, épp George volt az, aki azt mondta, hogy igaz lehet. Áprilisban ők is visszatértek Londonba, de Harrison nem adta fel a hinduizmusban való hitét.
Közeli barátságba került Eric Claptonnal. Az 1960-as évek végén közösen írták meg a „Badge” című számot, ami a Cream búcsúalbumán jelent meg, 1969-ben. Ez a szám volt az alapja a Beatles Abbey Road albumán megjelent „Here Comes the Sun”-nak, amit Clapton hátsó kertjében írt. Harrison 1966-ban feleségül vette Pattie Boydot; Clapton az 1960-as évek végén beleszeretett a nőbe, és viszonzatlan érzelmeit – köztudottan – a Derek & The Dominoes együttessel 1971-ben kiadott, csodálatos „Layla and Other Assorted Love Songs” albumba öntötte. Ám nem sokkal a megjelenés után Boyd elhagyta férjét, és 1979-ben végül feleségül ment Claptonhoz. Mindezek ellenére a két férfi barátsága töretlen maradt.
Ugyanez nem mondható el Harrison és Paul McCartney kapcsolatáról. A „White Album” felvételei alatt az állandó viták miatt Harrison többször is azzal fenyegetőzött, hogy elhagyja az együttest. A kettejük közötti nyilvánvaló feszültség jól látható a „Let It Be” film számos jelenetében, és ez odáig fajult, hogy ekkoriban Harrison rövid időre ki is lépett a Beatlesből.
Bár nem ő volt a zenekar elsődleges zeneszerzője (Lennon és McCartney írták a hatalmas Beatles anyag legnagyobb részét), de az idők folyamán Harrison dalszerzői készsége sokat javult, és munkáival fokozatosan elnyerte társai és a közönség elismerését. Az 1960-as évek közepén Lennon és McCartney kezdte jobban elfogadni számait, bár későbbi nyilatkozata szerint mindig nehézségei voltak dalai felvételével, mert a többiek egy lemezre sosem engedtek be többet, mint egyet vagy kettőt.
Emlékezetes Harrison számok ebből az érából az „If I Needed Someone”; „I Want To Tell You”; az indiai hatást mutató „Love You To”; a csípős „Taxman”, a sokat szidott „Within You, Without You”, ami pedig a világzene egyik alapítója, vagy a „While My Guitar Gently Weeps”, amit nagyban befolyásolt barátja, Roy Orbison zenéje, és egy másik barátja, Eric Clapton játszotta a gitárszólóját; és a „Piggies”, ami szerencsétlen módon később szerepet kapott Charles Manson gyilkossági ügyében.
A „Here comes the Sun” és a „Something” valószínűleg a két legismertebb szerzeménye a Beatles-időszakból. Sőt, a „Something”-ot Harrison egyik legjobb dalának tartják, amelyet még Frank Sinatra is feldolgozott. Növekvő zeneszerzői termékenysége párosítva a lemezre juttatás nehézségeivel azt eredményezte, hogy a zenekar karrierjének végére jelentős mennyiségű kiadatlan anyagot halmozott fel.
A Maharishi Mahesh jógival való találkozás nyomán ismerkedett meg Harrison először a meditációval. 1969 nyarán a Beatles elkészítette a „Hare Krishna Mantra” című számot, amit Harrison és a londoni Radha-Krishna templom hívei adtak elő, és amely világszerte sok országban fenn volt a Top 10-es listán. Ugyan ebben az évben ő és John Lennon találkoztak Ő Isteni Kegyelme A.C. Bhaktivedanta Swami Prabhupadával, a Krisna-tudat Nemzetközi Szervezete irányítójával. Harrison hamarosan magáévá tette a Hare Krisna eszméit, és haláláig kapcsolatban maradt velük. Mivel még életében rájuk hagyományozta Lethmore Heath-i farmját sokan feltételezték, hogy halála után nagy összeget hagy majd a szervezetre. Ez megdőlt, végrendeletében nem kerültek megemlítésre.

## Az 1970-es években
A Beatles 1970-es felbomlása után Harrison számos szakmailag és anyagilag is sikeres lemezt kiadott, szólóban és más együttesek tagjaként egyaránt. Miután a Beatlesben évekig korlátozták szerepét, első szólólemezére, az All Things Must Pass-ra az ez idő alatt felgyűlt, kiadatlan dalok nagy részét feltette, így ez lett a rockzene történetének első tripla lemeze. Szerepelt rajta a listavezető „My Sweet Lord” is, ami miatt beperelték szerzői jogok megsértésének vádjával, az 1963-as „He’s So Fine” című Chiffons slágerhez való hasonlatosság miatt. Harrison visszautasította a feltételezést, de 1976-ban elvesztette a pert; az ítéletben a bíróság elfogadta, hogy valószínűleg nem tudatosan használta a Chiffons zenéjét saját dala alapjaként.
Valószínűleg az első modern kori zenész, aki nagyméretű jótékonysági koncertet szervezett. Az 1971. augusztus 1-jén a New York-i Madison Square Gardenben megrendezett „Hangverseny Bangladesért” (The Concert for Bangladesh) két előadása negyvenezer nézőt vonzott, akik segíteni szerettek volna a bangladesi háború éhező menekültjein. Ravi Shankar szitárművész nyitotta meg az eseményt, melyen olyan előadók vettek részt, mint Bob Dylan (meglepetésvendégként), Leon Russel, Eric Clapton, Badfinger és Billy Preston. Sajnáltaos módon, a koncert végül veszteséges lett.
Ebben az időben saját lemezei mellett Harrison több számot írt Ringo Starr számára, és John Lennon lemezein is megjelent.
Következő albuma a Living in the Material World volt 1973-ban. A „Give Me Love” nagy sláger lett, a „Sue Me Sue You Blues” pedig bepillantást engedett az ex-Beatle jogi harcaiba, de összességében a lemezt túlságosan vallásosnak minősítették. 1974-ben kiadta a Dark Horse-ot és elindított egy országos turnét az Egyesült Államokban. A lemez nem volt sikeres, az olyan számok ellenére sem, mint a „So Sad”, és a turné is keveseket vonzott a túlzott méretű igehirdetés és Harrison hangjának rekedtsége miatt.
Az 1970-es évek további lemezei közül a legsikeresebb a Thirty Three & 1/3 volt, amely az előzőhöz képest könnyedebb hangvételű volt és tartalmazta a „This Song” (a „My Sweet Lord” ügy karikatúrája) és a „Crackerbox Palace” (egy humoros, szürreális szám, valószínűleg a Monty Pythonnal való együttműködésére utal) slágereket.
1974-ben alakította meg lemezkiadóját, a Dark Horse Recordsot, amely például Splinter, Attitudes és Ravi Shankar lemezeit adta ki. 1976-tól, amikor lejárt az EMI-jal kötött szerződése, saját lemezei is itt jelentek meg.

## Az 1980-as években
Barátja és volt zenekari társa, John Lennon meggyilkolásának hírére Harrison megváltoztatta egy Ringo Starr számára írt dal szövegét, hogy Lennon emlékdalává tegye. Az „All Those Years Ago” mai napig fontos helyen szerepel a nosztalgiaadók műsorában. Mindhárom ex-Beatle játszott benne, így a zenekar feloszlása óta először jelentek meg mindhárman azonos lemezen, bár a dalt egyértelműen George írta. Az 1982-es Gone Troppo lemez hűvös fogadtatása után Harrison 5 évig nem jelentetett meg új albumot. 1987-ben tért vissza a Cloud Nine-nal, aminek társproducere Jeff Lynne volt. A legsikeresebb szám az Egyesült Államokban listavezető, az Egyesült Királyságban második helyre befutó „Got My Mind Set On You” című feldolgozás volt. Maga a lemez a toplistákon nyolcadik lett.
Az 1980-as években részt vett a Traveling Wilburys megalakításában Roy Orbisonnal, Jeff Lynnenel, Bob Dylannel és Tom Pettyvel, amikor összegyűltek Dylan garázsában, hogy gyorsan felvegyenek egy számot Harrison várható európai kislemezének hátoldalára. A kiadó rájött, hogy a „Handle With Care” túl jó erre a célra, és bejelentette igényét egy önálló lemezre. Ezt két hét alatt összehozták, mert Dylan épp turnéra készült, és 1988 októberében jelent meg. Az előadók pedig különböző álneveken szerepeltek rajta, mint id. Charles Truscott Wilbury állítólagos fiai. Óriási siker lett, a Rolling Stone zenei magazin minden idők legjobb 100 albuma közé választotta.
Harrison egy másik sikeres kalandja ebben az időszakban a filmkészítéshez kötődik, amelyet saját Handmade Films nevű stúdióján keresztül valósított meg. A Beatles tagjai imádták a Goons felforgató humorát, és Harrison rajongója lett követőiknek, a Monty Python csapatnak. Ő biztosított anyagi támogatást a Brian élete című Python filmhez, mikor az eredeti gyártó, az EMI Films kihátrált belőle, megijedve a mű keltette vitáktól. A Handmade később olyan filmeket készített, mint a Mona Lisa, Időbanditák, Sanghaji meglepetés és a Mi ketten. Harrison több rövid szerepet kapott ezekben a filmekben, így például bárénekes a Sanghaji meglepetésben, és ő Mr. Papadopolous a Brian életében. Legemlékezetesebb karakteralakítása az ex-Python Eric Idle által rendezett Beatles-paródiában, The Rutles-ben.

## Az 1990-es években
Bár Roy Orbison elhunyt, az évtized egy új Traveling Wilburys albummal kezdődött. Az együttes állítólag Del Shanonnal próbálta meg pótolni Royt, azonban ő is hamarosan meghalt, ezért négyesben vonultak stúdióba. A lemez nem volt olyan sikeres, mint elődje, de jó darabig a slágerlistákon maradt a „She's My Baby” és „Wilbury Twist” számoknak köszönhetően.
1990-ben Gary Moore felkérte Harrisont, hogy zenéljenek együtt Moore "Still Got The Blues" című albumán. Harrison a "That Kind Of Woman" című számban működik közre háttér-énekesként, továbbá játszik a felvételen slidegitáron is.
1991-ben Harrison Japánban turnézott Eric Claptonnal. Ez volt az első a sikertelen 1974-es amerikai koncertsorozat óta, és bár látszott, hogy élvezte, ez lett az utolsó is. A Live in Japan felvételei ekkor készültek.
1992-ben kiadott egy Best Of lemezt, amelyen az 1976–1992 évek legsikeresebb dalai szerepeltek. Rákerült még három új szám is, a „Poor Little Girl”, a „Cheer Down” és a „Cockamamie Business”, melyek furcsa módon a The Beatlest idézték.
Az 1990-es évek során az egykori dohányos George Harrison komoly harcot folytatott a rákkal, daganatokat távolítottak el a torkából és a tüdejéből. 1999. december 30-án egy őrült rajongó, a 35 éves Michael Abram gyilkosságot kísérelt meg ellene; betört a házába, és többször megszúrta, kilyukasztva a tüdejét. Harrison és felesége ártalmatlanná tette a támadót, és átadta a rendőrségnek. Abramot, aki abban a hitben élt, hogy Harrison „megszállta” és „Isteni küldetése” lett volna megölni a művészt, később felmentették, mivel beszámíthatatlannak nyilvánították.

## Halála
Los Angelesben halt meg, egy barátja otthonában 2001. november 29-én, 58 éves korában. A halál oka áttétes tüdőrák, amely megtámadta az agyát. (Harrison erős dohányos volt, a sikerei idején saját bevallása szerint 4-5 dobozzal is elszívott naponta.) Holttestét elhamvasztották, és bár a hírek szerint hamvait a Gangesz folyóba szórták, a ceremóniát nem az előre bejelentett időpontban hajtották végre, hanem a nyilvánosság kizárásával.

## Emlékezete
Halála után a családja a következő nyilatkozatot tette közzé:
„Úgy hagyta el a világot, ahogy élt: bízva Istenben, nem félve a haláltól, nyugalomban, családja és barátai körében. Gyakran mondogatta, hogy »minden várhat, csak Isten keresése és egymás szeretete nem«”.
Utolsó albumát, a Brainwashedot, mely 2002 novemberében jelent meg, Dhani Harrison és Jeff Lynne fejezte be. Halálának első évfordulóján, a „Koncert George-ért” keretében a két még élő Beatle, Paul McCartney és Ringo Starr, valamint Harrison fia és barátaik a Royal Albert Hallban egy különleges emlékkoncerten tisztelegtek előtte, melynek bevételeit a „Material World Charitable Foundation” kapta. Ravi Shankar lánya, Anoushka Shankar Jeff Lynne-nel közösen adta elő az „Inner Light”-ot, Clapton és Lynne az „I Want To Tell You”-t és az „If I Needed Someone”-t, ,Tom Petty and The Heartbreakers (Jools Hollanddal Sam Brownnal) a „Taxman”-t és az „I Need You”-t. Starr énekelte a „Photograph”-ot, a Monty Python (Michael Palin, Terry Jones, Eric Idle és Terry Gilliam) a „The Lumberjack Song”-ot, McCartney és Starr közösen a „For You Blue”-t.
A finálén az összes előadó közösen énekelte a „Something”, a „While My Guitar Gently Weeps”, a „My Sweet Lord” (a billentyűknél Billy Prestonnal) és a „Wah-Wah” című Harrison-számokat.
Harrison 2004. március 15-én szólistaként is bekerült a Rock and Roll Hall of Fame-be.

## Diszkográfia
Bővebben lásd a George Harrison-diszkográfia lapon.